# Ogcodes schembrii
Ogcodes schembrii is een vliegensoort uit de familie van de spinvliegen (Acroceridae). De wetenschappelijke naam van de soort is voor het eerst geldig gepubliceerd in 1980 door Chvala.